# 시작(始作)
《시작(始作)》은 김경호의 데뷔 10주년 기념 음반이며 타이틀곡은 How?이다. 이 음반에는 신곡뿐만 아니라 기존의 곡들을 리메이크 및 리마스터링한 곡들과 '2003년 김경호 전국 투어 콘서트'의 실황라이브곡도 수록하고 있다.

## 수록곡
| #   | 제목                                    | 작사   | 작곡                                | 편곡   | 재생 시간 |
| --- | --------------------------------------- | ------ | ----------------------------------- | ------ | --------- |
| 1.  | 〈Man On The Silver Mountain (Remake)〉 |        | Ritchie Blackmore, Ronnie James Dio | 이현석 | 3:08      |
| 2.  | 〈How?TITLE〉                           | 이현석 | 이현석                              | 이현석 | 4:05      |
| 3.  | 〈Please Forgive Me〉                   | 김수정 | 김진권                              | 김진권 | 4:10      |
| 4.  | 〈떠나버려〉                            | 이현석 | 이현석                              | 이현석 | 3:47      |
| 5.  | 〈내게 남은 사랑을 드릴께요 (Remake)〉  | 함경문 | 하광훈                              | 표건수 | 4:07      |
| 6.  | 〈Everybody〉                           | 이현석 | 이현석                              | 이현석 | 4:00      |
| 7.  | 〈얘기 할 수 없어요 (Remake)〉          | 이경희 | 이경희                              | 이현석 | 3:37      |
| 8.  | 〈밤이면 밤마다 (Remake)〉              | 김정택 | 김정택                              | 이현석 | 2:57      |
| 9.  | 〈심판의 날〉                           | 이원석 | 외국곡                              | 표건수 | 4:17      |
| 10. | 〈내게로 와 (Live)〉                    | 이경   | 유주형                              |        | 4:22      |
| 11. | 〈오아시스 (Live)〉                     | miru   | 이현석                              |        | 3:50      |
| 12. | 〈사랑했지만 (Live)〉                   | 한동준 | 한동준                              |        | 4:41      |
| 13. | 〈이제는 (Live) With 박상민〉           | 오동식 | 외국곡                              | 김재덕 | 4:22      |
| 14. | 〈아버지 (Remix)〉                      | miru   | 김진권                              | 김진권 | 3:48      |
| 15. | 〈널 위한 지혜 (Remastering)〉          | 홍지유 | 박세준                              | 표건수 | 4:08      |
| 16. | 〈희생 (Remastering)〉                  | 조은희 | 유주형                              | 최태완 | 4:06      |
| 17. | 〈My All (Remastering)〉                | 조은희 | 표건수                              | 표건수 | 4:28      |

| #   | 제목                                    | 작사   | 작곡                                | 편곡   | 재생 시간 |
| --- | --------------------------------------- | ------ | ----------------------------------- | ------ | --------- |
| 1.  | 〈Man On The Silver Mountain (Remake)〉 |        | Ritchie Blackmore, Ronnie James Dio | 이현석 | 3:08      |
| 2.  | 〈How?TITLE〉                           | 이현석 | 이현석                              | 이현석 | 4:05      |
| 3.  | 〈Please Forgive Me〉                   | 김수정 | 김진권                              | 김진권 | 4:10      |
| 4.  | 〈떠나버려〉                            | 이현석 | 이현석                              | 이현석 | 3:47      |
| 5.  | 〈내게 남은 사랑을 드릴께요 (Remake)〉  | 함경문 | 하광훈                              | 표건수 | 4:07      |
| 6.  | 〈Everybody〉                           | 이현석 | 이현석                              | 이현석 | 4:00      |
| 7.  | 〈얘기 할 수 없어요 (Remake)〉          | 이경희 | 이경희                              | 이현석 | 3:37      |
| 8.  | 〈밤이면 밤마다 (Remake)〉              | 김정택 | 김정택                              | 이현석 | 2:57      |
| 9.  | 〈심판의 날〉                           | 이원석 | 외국곡                              | 표건수 | 4:17      |
| 10. | 〈내게로 와 (Live)〉                    | 이경   | 유주형                              |        | 4:22      |
| 11. | 〈오아시스 (Live)〉                     | miru   | 이현석                              |        | 3:50      |
| 12. | 〈사랑했지만 (Live)〉                   | 한동준 | 한동준                              |        | 4:41      |
| 13. | 〈이제는 (Live) With 박상민〉           | 오동식 | 외국곡                              | 김재덕 | 4:22      |
| 14. | 〈아버지 (Remix)〉                      | miru   | 김진권                              | 김진권 | 3:48      |
| 15. | 〈널 위한 지혜 (Remastering)〉          | 홍지유 | 박세준                              | 표건수 | 4:08      |
| 16. | 〈희생 (Remastering)〉                  | 조은희 | 유주형                              | 최태완 | 4:06      |
| 17. | 〈My All (Remastering)〉                | 조은희 | 표건수                              | 표건수 | 4:28      |

## 수록곡 세션 정보
1. Man On The Silver Mountain (Remake)
- 원곡 : Rainbow - Man On The Silver Mountain
- 편곡 :이현석

- 기타 : 이현석
- 베이스 : 경호진
- 드럼 : 이동엽
- 프로그래밍 : 이현석

2. How?
- 작사/작곡/편곡 : 이현석

- 기타 : 이현석
- 베이스 : 경호진
- 프로그래밍 : 이현석
- 코러스 : 김성은(one), 이현석

3. Please Forgive Me
- 작사 : 김수정
- 작곡/편곡 : 김진권

- 기타 : 이현석
- 드럼 : 이동엽
- 베이스 : 한철재
- 프로그래밍 : 김진권
- 코러스 : 김경호

4. 떠나버려
- 작사/작곡/편곡 : 이현석

- 기타 : 이현석
- 드럼타 : 이동엽
- 베이스 : 이현석
- 코러스 : 김성은(one), 이현석

5. 내게 남은 사랑을 드릴께요 (Remake)
- 작사 : 함경문
- 작곡 : 하광훈
- 편곡 : 표건수

- 기타 : 표건수
- 베이스 : 표건수
- 프로그래밍 : 표건수
- 코러스: 김성은(one)

6. Everybody
- 작사/작곡/편곡 : 이현석

- 기타 : 이현석
- 베이스 : 경호진
- 드럼 : 이동엽
- 프로그래밍 : 이현석
- 코러스: 김성은(one), 이현석

7. 얘기 할 수 없어요 (Remake)
- 작사/작곡 : 이경희
- 편곡 : 이현석

- 기타 : 이현석
- 베이스 : 이현석
- 프로그래밍 : 이현석
- 코러스: 김성은(one)

8. 밤이면 밤마다 (Remake)
- 작사/작곡 : 김정택
- 편곡 : 이현석

- 기타 : 이현석
- 베이스 : 경호진
- 드럼: 이동엽
- 코러스 : 김성은(one)

9. 심판의 날 (SBS 드라마 '2004 인간시장' Main Title)
- 원곡 : Within Temptation - Mother Earth
- 작사 : 이원석
- 편곡 : 표건수

- 기타 : 이현석
- 베이스 : 표건수
- 프로그래밍 : 표건수
- 코러스 : 김경호, 박세준, 이념, 김보민

10. 내게로 와 (Live) 
- 작사 : 이경
- 작곡 : 유주형

- 1st 기타 : 김세황
- 2nd 기타 : 장우성
- 베이스: 경호진
- 드럼 : 이수용
- 키보드 : 신현수

11. 오아시스 (Live)
- 작사 : miru
- 작곡/편곡 :이현석

- 1st 기타 : 김세황
- 2nd 기타 : 장우성
- 베이스: 경호진
- 드럼 : 이수용
- 키보드 : 신현수

12. 사랑했지만 (Live)
- 작사/작곡 : 한동준

- 1st 기타 : 김세황
- 2nd 기타 : 장우성
- 베이스: 경호진
- 드럼 : 이수용
- 키보드 : 신현수

13. 이제는 (Live) - With 박상민
- 작사 : 오동식
- 작곡 : 김재덕

- 1st 기타 : 김세황
- 2nd 기타 : 장우성
- 베이스: 경호진
- 드럼 : 이수용
- 키보드 : 신현수

14. 아버지 (Remix)
- 작사 : miru
- 작곡/편곡 : 김진권

- 기타 : 김진권
- 어쿠스틱 기타 : 김진권
- 기타 솔로 : 김세황
- 오카리나 : 박봉규
- 플루트 : 소경란
- 프로그래밍(드럼, 베이스, 스트링) : 김진권
- 코러스 : 김경호

15. 널 위한 지혜 (Remastering)
- 작사 : 홍지유
- 작곡 : 박세준
- 편곡 : 표건수

- 기타 : 표건수
- 프로그래밍(드럼, 베이스, 스트링, 키보드) : 표건수
- 어쿠스틱 기타 : 표건수
- 코러스: 김경호

16. 희생 (Remastering)
- 작사 : 조은희
- 작곡 : 유주형
- 편곡 : 최태완

- 기타 : 이근형
- 베이스 : 이태윤
- 드럼 : 강수호
- 피아노 : 최태완
- 스트링: The String

17. My All (Remastering)
- 작사 : 조은희
- 작곡/편곡 : 표건수

- 기타 : 표건수
- 베이스 : 김태환
- 드럼: 김상엽
- 코러스: 김성은(one)

## 참여스텝
- Executive Producer : 김진권
- Producer : 김경호
- Music Director : 이현석, 표건수
- Recorded by 홍동표@Zion Recording Studio,진관섭@Universal  Recording Studio(1,3,4,6,8 Drum Recording)
- Live Recorded by 진관섭, 김원산, 김원민(Multi Mechanics)
- Mixed by 김진권@Zion Recording Studio
- Mastered by 정도원@Wave Station
- Assistant Engineer : 송현우@Zion Recording Studio, 김정승@Universal  Recording Studio
- Digital Edit: 이현석, 송현우